# エルデシュ・モーデルの不等式
ユークリッド幾何学においてエルデシュ・モーデルの不等式（エルデシュ・モーデルのふとうしき、英: Erdős–Mordell inequality）は、三角形ABCとその内部の点Pについて、三角形の各頂点とPの距離の和は、三角形の各辺とPの距離の和の2倍以上であるという定理である。ポール・エルデシュとルイス・モーデルに因み名付けられた。エルデシュ (Erdős 1935) はこの不等式の証明の問題を発表し、その2年後に、モーデルとバロー (Mordell & D. F. Barrow 1937) によって証明がなされた。この不等式は実に初等的であるが、彼らによる証明は全く初等的でない。その後 Kazarinoff (1957)、Bankoff (1958)、Alsina & Nelsen (2007) らによって単純な証明が与えられた。
バローの不等式はエルデシュ・モーデルの不等式のより強力な不等式である。エルデシュ・モーデルの不等式は点と辺との距離、つまり垂線の長さに関する不等式だが、バローの不等式は角の二等分線の長さに関する不等式となっている。

## 主張

エルデシュ・モーデルの不等式

エルデシュ・モーデルの不等式 ― P を三角形 ABCの内部にある点、PL, PM, PNをPから三角形の辺に降ろした垂線とする（三角形が鈍角を持つ場合は、一つの垂線は、別の辺と交ったのち、辺の延長で交わる）。このとき次の式が成り立つ：
{\displaystyle PA+PB+PC\geq 2(PL+PM+PN)}

## 証明
A, B, Cの対辺とその長さをa, b, cと表現する。またPA, PB, PCの長さをそれぞれp, q, r、P, BC間,P, CA間,P, AB間の距離をそれぞれx, y, zとする。このとき
{\displaystyle cr\geq ax+by}
を証明する。この不等式は
{\displaystyle {\frac {c(r+z)}{2}}\geq {\frac {ax+by+cz}{2}}}
と等しい。このとき、右辺は三角形の面積を表すが、左辺の r + zは底辺をcとしてみたときの三角形の高さよりも大きい。したがってこの不等式は成立する。PをCの角の二等分線で鏡映した点にこの不等式を用いればcr ≧ ay + bxを得る。同様にap ≧ bz + cy,  bq ≧ cx + azを得る。これらの不等式を変形する。
{\displaystyle r\geq (a/c)y+(b/c)x,}
{\displaystyle q\geq (a/b)z+(c/b)x,}
{\displaystyle p\geq (b/a)z+(c/a)y.}
この3つの不等式を加えて
{\displaystyle p+q+r\geq \left({\frac {b}{c}}+{\frac {c}{b}}\right)x+\left({\frac {a}{c}}+{\frac {c}{a}}\right)y+\left({\frac {a}{b}}+{\frac {b}{a}}\right)z.}
ここで相加相乗平均の関係式よりエルデシュ・モーデルの不等式を得る。等号成立条件は、元の三角形が正三角形でPが三角形の重心であることである。

## 他のより強い不等式
外接円をOとする△ABCと、△ABCの内部の点Pについて、D, E, Fを辺BC, CA, ABに対するPの垂足、M, L, NをA, B, CにおけるOの接線に対するPの垂足とする。このとき
{\displaystyle PM+PN+PQ\geq 2(PD+PE+PF)}
が成り立つ。等号成立条件は元の三角形が正三角形であること（Dao, Nguyen & Pham 2016; Marinescu & Monea 2017）。 

## 一般化
A1A2...Anを凸n角形、Pをその内部の点とする。またRiをPとAiの距離、riをPとAiAi + 1の距離、wiを∠AiPAi + 1の二等分線とAiAi + 1の交点とPの距離とする。このとき次の不等式が成り立つ (Lenhard 1961)。
{\displaystyle \sum _{i=1}^{n}R_{i}\geq \left(\sec {\frac {\pi }{n}}\right)\sum _{i=1}^{n}w_{i}\geq \left(\sec {\frac {\pi }{n}}\right)\sum _{i=1}^{n}r_{i}}

## 絶対幾何学
絶対幾何学 においてもエルデシュ・モーデルの不等式が成り立つことが知られている (Pambuccian 2008) 。ただし絶対幾何学での三角形の内角の和は180°以下であることを考慮する必要がある。